# Río Birim

El río Pra y sus principales afluentes, incluyendo el Birim

El río Birim es uno de los afluentes principales del río Pra, al sur de Ghana. Ocupa la mayor parte de la Región Oriental del país y es una importante área de producción de diamantes. El río Birim fluye primero hacia el este desde la sierra de Atewa, luego se dirige hacia el norte y a través de un espacio entre esta sierra y la meseta de Kwahu, discurre hacia el sudoeste hasta unirse al río Pra. Da su nombre a la formación rocosa birrimiana, que contiene gran parte del oro de la región. Ghana es el segundo mayor productor de oro de África 

## Geología
La cuenca del río Birim se encuentra en el escudo Leo-Man al sudeste del cratón de África Occidental, que ha sido recubierto por las rocas metasedimentarias birrimianas del Proterozoico temprano. Estas rocas parecen haberse originado en arcos volcánicos en medio del océano, los cuales han formado una corteza que colisiona y se coloca por encima del cratón de África Occidental y está formada por una serie de pliegues que en general tienden hacia el nordeste. Las rocas birrimianas incluyen formaciones akwatianas, así llamadas por el pueblo de Akwatia en el valle del Birim, que contienen más de cien millones de quilates (20.000 kg) de diamantes. la mayor parte de los diamantes se encuentran en rocas de harzburgita, y parecen haber cristalizado a una temperatura y una presión inusualmente altas en las profundidades de la litosfera.

## Medio ambiente
El río Birim nace en Kibi, pueblo de 11.000 hab. a unos 300 m de altitud, en el distrito Akim de la [Región Oriental (Ghana)|Región Oriental]] de Ghana, en la sierra de Atewa, que alcanza los 780 m de altitud. La mayor parte de la sierra es una reserva forestal, con amplias zonas de bosque primario que contiene plantas, animales e insectos exóticos pese a la tala furtiva. Hay numerosos sitios arqueológicos por descubrir. La zona de Kibi recibe entre 1.500 y 2.000 mm de lluvia anualmente.

La cuenca del Birim se encuentra en la zona semi-zona ecuatorial húmeda de Ghana. Hay dos estaciones lluviosas, una de mayo a junio y otra de septiembre a octubre. En las estaciones más secas, las temperaturas son de alrededor de 26 °C en agosto y de 30 °C en marzo. La humedad relativa es del 70% - 80% durante el año. Amplias zonas han sido deforestadas para hacer granjas y cultivar. El área de bosque de Ghana se ha reducido de 8,2 millones de hectáreas en 1900 a 1,6 millones de hectáreas en 2000, y continúa decayendo debido a la demanda para exportaciones y para material de construcción por el crecimiento de la población. Se están introduciendo plantaciones programadas que pueden ayudar a invertir la disminución.
El agua del río contiene bacterias coliformes y estreptococos, mayoritariamente de origen humano, pero en algunos casos debido a contaminación por el ganado, que hace que sea no potable sin tratamiento. Por debajo de Akwatia, el río contiene altos niveles de limo debido a las operaciones mineras.

## Riqueza mineral
La cuenca del Birim es rica en minerales y ha sido una fuente de oro durante siglos, tanto que dio lugar al anterior nombre de Ghana: Costa del Oro. Es también una fuente importante de diamantes.

### Oro

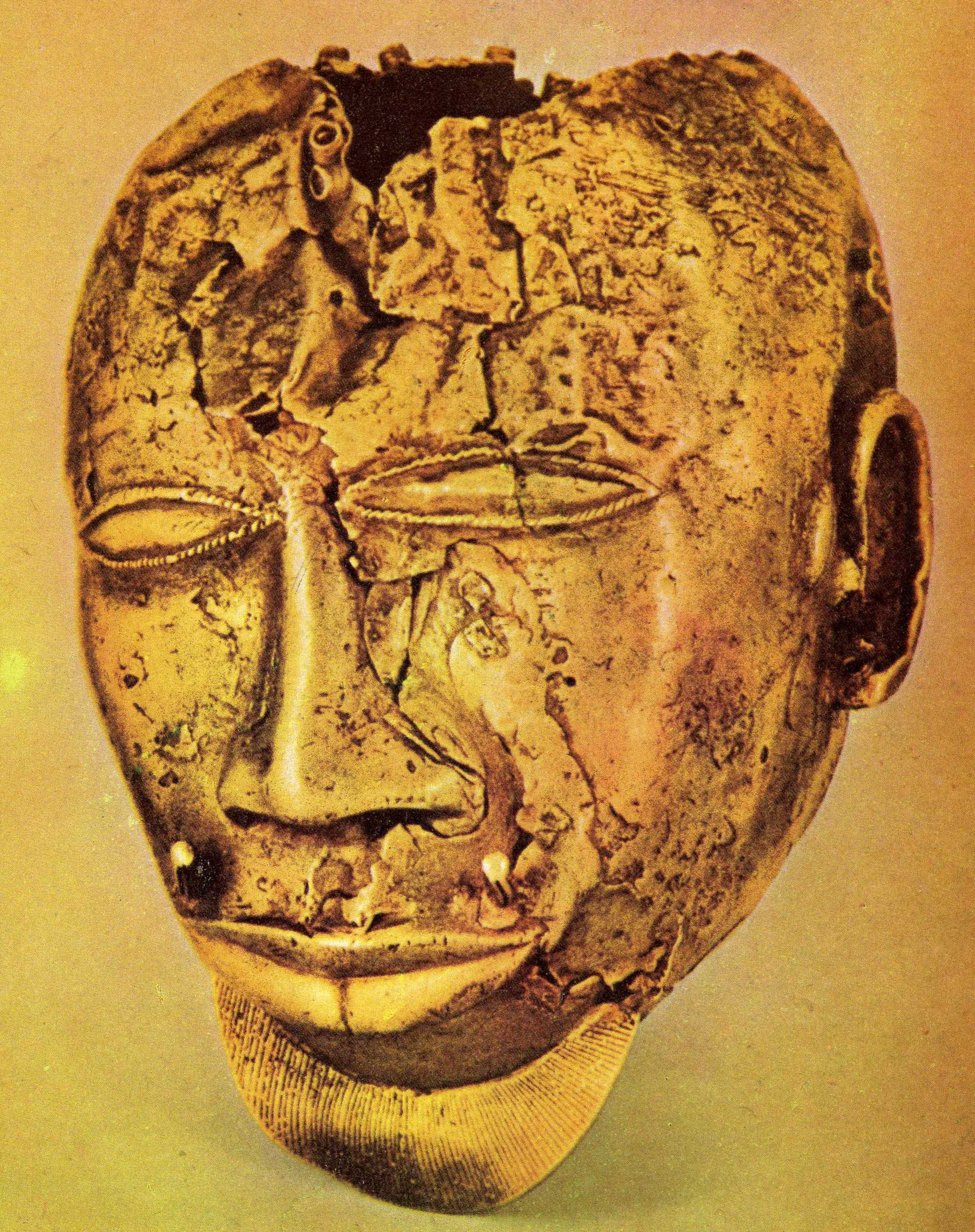
Máscara de oro del tesoro del rey Ashanti Kofi Kolkalli

Las gravas del río Birim contienen oro que ha sido extraído desde hace muchos años por el método de explotación de placeres(bancos de arena y el uso de cedazos), usado para hacer ornamentos y trasladarlos a través del Sahara antes de que los europeos descubrieran la Costa del Oro. A finales del siglo XIX, las empresas británicas  adoptaron métodos mineros convencionales y procesos de extracción que incluían profundas minas subterráneas en el cinturón Ashanti. Después de la independencia en 1957 el gobierno nacionalizó la industria minera del oro. Con una inversión inadecuada y las minas deterioradas, la rentabilidad cayó. Aun así, después de su privatización en 1992 los nuevos dueños inyectaron capital, mayoritariamente en las minas del cinturón Ashanti, descubriendo depósitos nuevos. La Ashanti Belt tiene una dotación de oro que supera las 125,000,000 onzas.

### Diamantes
Ghana ha producido gemas a partir de gravas aluviales desde los años 1920, mayoritariamente de tipo industrial. En los primeros 1990, el gobierno anunció planes para privatizar sus operaciones mineras con diamantes, pero no encontró ningún comprador. El gobierno todavía es dueño de la Ghana Consolidated Diamonds, el único productor oficial de diamantes desde 2005. La empresa utiliza dragalinas Manitowoc en su mina a cielo abierto en Akwatia. La planta es vieja y obsoleta, está disponible solo el 38% del tiempo y produce por debajo de su capacidad. El gobierno está buscando un inversor estratégico que se haga cargo de la mina.
En 1989, el gobierno de Ghana puso en marcha la Precious Minerals Marketing Corporation (PMMC) para promover minería a pequeña escala de oro y diamantes y para adquirir y revender la producción. Casi el 70% de los diamantes eran llevados de contrabando fuera del país antes de que se creara el PMMC. En sus primeros dieciséis meses de operación, el PMMC compró 382.423 quilates (76.4846 kg) de diamantes y 20.365 onzas de oro y vendió 230.000 quilates (46 kg) de diamantes por un valor de 8 millones de dólares de EE. UU. Debido a quejas sobre ventas de gema sin pulir, el gobierno ordenó una investigación en marzo de 1992 a la agencia estatal y suspendió a su director de gestión.
En las décadas de 1950 y 1960, el área Akwatia del valle del Birim produjo más de 2.000.000 de quilates (400 kg) anualmente. Desde entonces, la cantidad y la calidad están declinando. Ghana produjo un total de aproximadamente 800,000 quilates (160 kg) de diamantes en 1995, sobre medios de él de Akwatia. Las reservas disponibles cubren una área de 240 km² a lo largo del Birim Río y está estimado para contener 14,000,000 quilates (2,800 kg) de reserva probada. A pesar de que los depósitos de Akwatia están casi agotados, han sido identificados importantes recursos adicionales en depósitos del río Birim, incluyendo una meta lamproíta alterada que puede representar una fuente primaria de diamantes.
La mayoría de la producción de diamantes en la cuenca del Birim la realizan actualmente mineros artesanales directamente en los depósitos aluviales cerca de Akwatia. Hay alguna evidencia de que los volúmenes de estas operaciones a pequeña escala están aumentando.

### Bauxita
La sierra de Atewa y la cabecera de los ríos contiene extensos depósitos de bauxita con menores cantidades de caolín, evaluados por grupos como BHP Billiton. Aun así, los depósitos de bauxita son generalmente de pobre calidad si se comparan con los depósitos más grandes de la cercana Guinea y ya que están en una área ambientalmente sensible, es probable que no se desarrollen.

## Agricultura

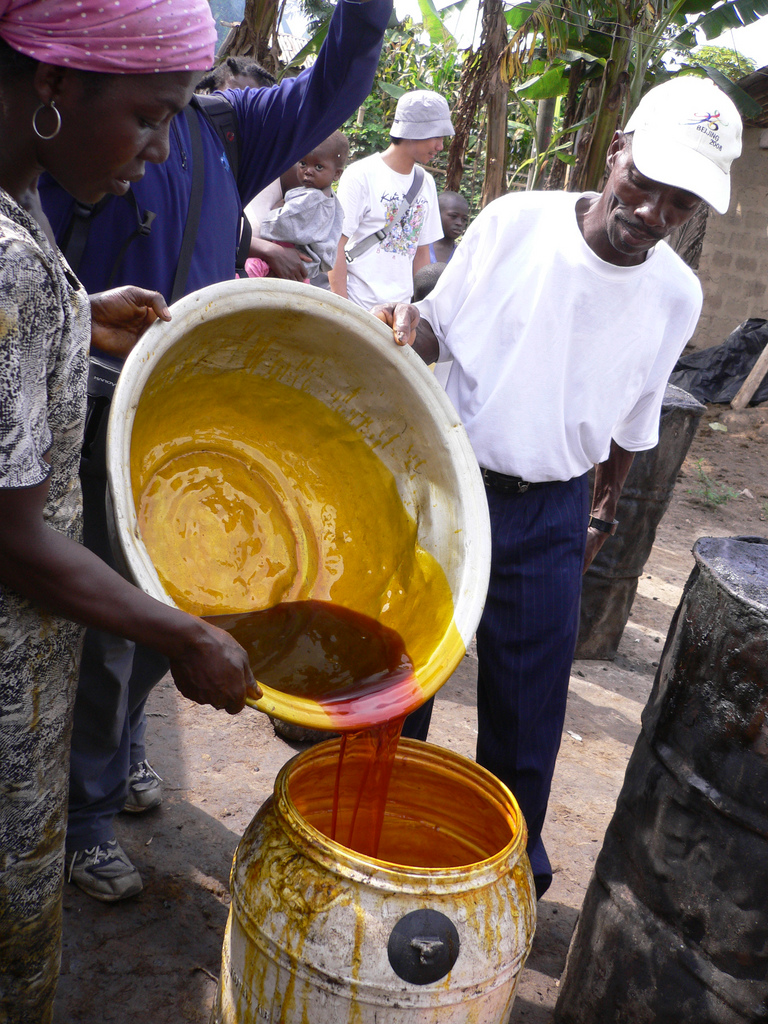
Producción de aceite de palma en Jukwa, Ghana

La tierra fértil y el clima suave de la cuenca del río Birim permiten cultivos alimentarios básicos como la mandioca, el ñame, el taro, el maíz y el arroz, además de cultivos industriales más valiosos como los cítricos, la piña, la papaya y la nuez de kola. La región también produce cultivos exóticos como pimienta negra y dulce, jengibre, anacardos, caucho y mangos destinados a la exportación. La agricultura del cacao es una de las fuentes más importantes de ingresos, con el producto seco exportado para su procesamiento en otro lugar.  La producción de aceite de palma también está aumentando, con productos ecológicos utilizados para hacer jabón localmente. El bambú es otro cultivo importante, ya que crece muy deprisa y proporciona material económico para la construcción y el mobiliario.

## Turismo
El gobierno está intentando desarrollar el potencial turístico de la región. La reserva forestal de la sierra de Atewa está dirigida por la Okyeman Environment Foundation, que restringe el cultivo en el área y en cambio está intentando animar el turismo ecológico.
El distrito sur de Birim tiene atractivos paisajes, cascadas, sitios históricos y nueve reservas forestales. La Ghana Tourist Development Board, en colaboración con la asamblea del distrito y las autoridades tradicionales ha desarrollado un plan empresarial para potenciar la reserva forestal de Esen Epan, donde se encuentra el Big Tree, un ejemplar de la especie Tieghemella heckelii, cerca de Akim Oda como sitio turístico, en cooperación con el sector privado. El Big Tree es el árbol más grande de África Occidental, con 12 metros de circunferencia y 66,5 metros de altura. En colaboración con la Universidad de Georgia, se están mejorando las carreteras de acceso y las condiciones del lugar, con tiendas de recuerdos y lugares donde comer.
En la ciudad de Akyem (Akim) Oda, la capital del distrito sur de Birim, las atracciones incluyen visitas en barca para ver las operaciones mineras, ceremonias tradicionales que incluyen impresionantes recitales de tambor y un ajetreando mercado exterior. La comida local exótica también puede ser una atracción importante.